# 마인드헌터 (2004년 영화)
《마인드헌터》(영어: Mindhunters)는 레니 할린 감독의 2004년 범죄 슬래셔 영화이다. 캐스린 모리스, LL 쿨 J, 조니 리 밀러, 밸 킬머, 크리스천 슬레이터 등이 출연하였고, 어키바 골즈먼 등이 제작에 참여하였다.
제목은 프로파일러가 되기 위해 수업을 받는 FBI 수련생들을 가리킨다.

## 줄거리
마인드헌터 훈련을 담당한 강사 제이크 해리스는 기존 실제 사건과 유사한 환경이 조성돼있으며 FBI 소속 배우들이 각자 역할을 맡아 연기하는 공간에 마인드헌터들을 투입시킨다. 이들은 이과 출신인 보비, 늘 총을 소지하며 휠체어를 타는 전직 경찰 빈스, 여자 형제가 물에 빠져 죽은 과거가 있어 물을 두려워하는 세라, 카페인 없이 못 사는 영국 출신 레이프, 10살 때 부모님이 돌아가신 루커스, 흡연자 니콜, 팀 리더이며 니콜 애인인 J.D.로 구성돼있다. 한편 빈스는 훈련 평가지를 훔쳐보고 자신과 세라가 프로파일러가 되지 못할 거라는 걸 알게 된 후 이 사실을 세라와 공유한다.
마인드헌터들은 해군이 인질, 전쟁, 전염병 등 각종 상황에 대비해 훈련하는 외딴 섬에서 마지막 훈련을 시작한다. 이곳에서 마인드헌터들은 꼭두각시 조종자(the puppeteer)라는 가상의 연쇄살인범을 잡아야 한다. 교수법 참관을 위해 프로파일링에 일가견이 있는 외부인 게이브가 합류한다.
다음 날 아침 갑자기 카세트에서 음악이 흘러나오자 J.D.는 이를 시험으로 여기고 멈춤 버튼을 누른다. 이에 액체 헬륨이 담긴 탱크가 연동된 도미노 장치가 작동돼 J.D.는 즉석에서 얼어붙어 부서진다. 가상 훈련장은 순식간에 실제 살육 현장으로 변모한다. 마인드헌터들은 탈출하기 위해 선창으로 향하지만 눈앞에서 보트가 폭발해버린다.
마인드헌터들은 각 모의 상황 훈련장에서 부서진 시계를 하나씩 발견하고 각 시계가 가리키는 시각에 한 명씩 살해하는 게 살인마 계획이라고 판단한다. 빈스는 숨겨둔 권총을 꺼내고, 게이브는 탄약고를 열어 모두를 무장시킨다.
살인마는 이들 중에 있음이 명백해진 상황에서 루커스는 게이브를 의심해 따져 물으려 하지만 모두가 나눠마신 커피에 들어있던 약물 때문에 다들 정신을 잃는다. 깨어나보니 레이프가 목이 잘려 죽어있다. 게이브는 자신이 제이크를 조사하기 위해 파견된 사법부 사람이라고 항변한다. 곧 마인드헌터들은 각자의 성격, 장단점, 취향과 깊이 연관된 함정에 걸려들어 한 명씩 죽어나간다. 범인은 이들을 프로파일링했던 것이다.
갑자기 섬 확성기에서 이들을 조롱하는 제이크 음성이 울려퍼진다. 빈스가 뒤에 남은 가운데 세라, 게이브, 루커스는 목소리 진원지에 당도하여 제이크가 진범에게 고문당한 장면을 녹화한 영상이 재생된 것에 불과하다는 것을 알게 된다. 철사줄에 걸려 천장에 매달린 제이크 시체는 재생되기 시작한 음악에 맞춰 마리오네트 인형처럼 움직이기 시작한다.
서로를 의심하고 총격전을 벌인 끝에 게이브가 루커스를 쏘아맞춘 뒤 숨은 세라를 찾아나선다. 한편 빈스는 범인에게 총을 쐈다가 총알이 빈스 본인을 향해 발사되면서 사망한다. 세라는 게이브가 밀어낸 테이블에 밀려 쓰러지지만 방탄복 덕에 살아있던 루커스가 나타나 게이브를 공격하고, 둘은 지난한 몸싸움을 벌인다. 둘이 함께 계단으로 떨어지면서 루커스가 의식을 잃자 세라가 게이브 머리를 소화기로 쳐서 루커스를 구한다.
사실 세라는 범인이 시계와 시간에 집착하는 점을 역이용하여 시계 하나에 인광 가루를 묻히고 15분 느리게 가게 조작해둔 상태였다. 이를 발견한 범인이 수정하려고 시계를 만질 때 손에 인광이 묻어나게 해 범인을 특정할 증거를 확보하기 위해서였다. 그러나 블랙라이트로 비춰보자 빛나는 건 게이브 손이 아니라 루커스 손이다.
루커스는 자신이 친부모님을 죽였으며, 더 즐거운 살인, 죽일 가치가 있는 먹잇감을 찾기 위해 FBI에 들어왔다고 고백한다. 루커스가 세라를 수장시키려고 하자 세라는 루커스를 물속으로 끌어들이고, 둘은 그 안에서 서로를 향해 총알을 날린다. 루커스는 자신을 죽이면 더더욱 이 사건 범인으로 몰리게 될 거라고 말해 세라를 주춤하게 한다. 하지만 증인이 되어줄 게이브가 나타나자 세라는 루커스 머리를 맞춘다.
다음 날 해군 헬리콥터를 타고 세라와 게이브는 집으로 안전하게 돌아간다.

## 출연
- 캐스린 모리스 - 세라 역
- LL 쿨 J - 게이브 역
- 조니 리 밀러 - 루커스 역
- 파트리시아 벨라스케스 - 니콜 역
- 클리프턴 콜린스 주니어 - 빈스 역
- 이온 베일리 - 보비 역
- 윌 켐프 - 레이프 역
- 밸 킬머 - 제이크 해리스 역
- 크리스천 슬레이터 - J.D. 역
- 트레버 화이트
- 커샌드라 벨
- 야스민 센다르
- 안토니 카메를링
- 다니엘 보이세바인

## 기타 제작진
- 협력 제작; 스콧 스트라우스
- 라인 제작: 어윈 고즈초크
- 보조 제작: 수전 E. 노빅
- 배역: 모니카 미컬슨
- 미술: 찰스 우드
- 의상: 루이즈 프로글리